# Cuộc đua xe đạp tranh Cúp truyền hình Thành phố Hồ Chí Minh 2002
Cuộc đua xe đạp toàn quốc tranh Cúp truyền hình Thành phố Hồ Chí Minh 2002 là giải đấu lần thứ 14 của Cuộc đua xe đạp toàn quốc tranh Cúp truyền hình Thành phố Hồ Chí Minh do Ban Thể dục - Thể thao, Đài Truyền hình Thành phố Hồ Chí Minh và Tổng cục Thể dục – Thể thao Việt Nam phối hợp tổ chức, diễn ra từ ngày 21 tháng 4 đến ngày 30 tháng 4 năm 2002. Cuộc đua gồm 10 chặng với tổng lộ trình 1081,2 km, xuất phát từ Thành phố Hồ Chí Minh đến Nha Trang (Khánh Hòa) và ngược lại. Tổng cộng có 75 vận động viên đến từ 15 đội đua tham gia cuộc đua lần này.
Trương Quốc Thắng của đội Khách sạn Thanh Bình giành áo vàng chung cuộc trong cuộc đua lần này, là lần thứ tư và lần cuối cùng anh giành áo vàng tại giải.

## Công bố
| Tên giải thưởng     | Tiền thưởng     |
| Từng chặng          | Từng chặng      |
| ------------------- | --------------- |
| Về nhất             | 1.000.000 đồng  |
| Chung cuộc          |                 |
| Áo vàng             | 15.000.000 đồng |
| Áo chấm đỏ          | 5.000.000 đồng  |
| Áo xanh             | 5.000.000 đồng  |
| Đồng đội chung cuộc | 10.000.000 đồng |
| Đội Phong cách      | 3.000.000 đồng  |
| VĐV trẻ xuất sắc    | 2.000.000 đồng  |

Thông tin về Cuộc đua xe đạp toàn quốc tranh Cúp Truyền hình Thành phố Hồ Chí Minh 2002 được công bố vào tháng 4 năm 2002 trong một cuộc họp báo trước khi khởi tranh giải. Ban tổ chức đã công bố lộ trình cuộc đua với tổng lộ trình dài 1081,2 km.
Đài Truyền hình Thành phố Hồ Chí Minh cho biết việc tổ chức này nhằm hướng tới kỷ niệm 27 năm ngày Giải phóng miền Nam - Thống nhất đất nước, 116 năm ngày Quốc tế Lao động và 112 năm Ngày sinh của Chủ tịch Hồ Chí Minh.

## Danh sách tham dự
Cuộc đua lần thứ 14 quy tụ các đội đua:
- Cảng Sài Gòn
- Gò Vấp
- Nghiệp vụ Đồng Tháp
- Vĩnh Long
- Nghiệp vụ Cần Thơ
- An Giang
- Namilux Hóc Môn
- Dược Domesco Đồng Tháp
- Khách sạn Thanh Bình
- Bảo vệ thực vật An Giang
- Quân khu 7
- Quận 1
- Công an Tiền Giang
- Cần Thơ
- Bến Tre

## Lộ trình
| Chặng | Ngày       | Đoạn đường                                            | Khoảng cách |
| ----- | ---------- | ----------------------------------------------------- | ----------- |
| 1     | 21 tháng 4 | Thành phố Hồ Chí Minh đi Vũng Tàu (Bà Rịa - Vũng Tàu) | 112 km      |
| 2     | 22 tháng 4 | Vũng Tàu đi Phan Thiết (Bình Thuận)                   | 185 km      |
| 3     | 23 tháng 4 | Phan Thiết đi Phan Rang (Ninh Thuận)                  | 147 km      |
| 4     | 24 tháng 4 | Phan Rang đi Nha Trang (Khánh Hòa)                    | 102 km      |
| 5     | 25 tháng 4 | Đua nước rút đường Trần Phú (Nha Trang)               | 200 m       |
| 6     | 26 tháng 4 | Nha Trang đi Phan Rang                                | 102 km      |
| 7     | 27 tháng 4 | Phan Rang đi Đà Lạt (Lâm Đồng)                        | 121 km      |
| 8     | 28 tháng 4 | Vòng đua hồ Xuân Hương (Đà Lạt) (10 vòng x 5,1 km)    | 51 km       |
| 9     | 29 tháng 4 | Đà Lạt đi Bảo Lộc (Lâm Đồng)                          | 101 km      |
| 10    | 30 tháng 4 | Bảo Lộc đi Thành phố Hồ Chí Minh                      | 160 km      |

## Xếp hạng chung cuộc
|                       | Vận động viên          | Đội                      | Tham khảo |
| --------------------- | ---------------------- | ------------------------ | --------- |
| Áo vàng               | Trương Quốc Thắng      | Khách sạn Thanh Bình     | [ 1 ]     |
| Áo chấm đỏ            | Nguyễn Văn Hiền        | Bảo vệ thực vật An Giang | [ 1 ]     |
| Áo xanh               | Nguyễn Nam Cực         | Cảng Sài Gòn             | [ 1 ]     |
| Giải đồng đội         | Dược Domesco Đồng Tháp | Dược Domesco Đồng Tháp   | [ 1 ]     |
| Giải VĐV trẻ xuất sắc | Trần Văn Ngọc Ẩn       | Công an Tiền Giang       | [ 1 ]     |

## Truyền hình
Các chặng đua được truyền hình trực tiếp trên kênh HTV9.